# جغيف

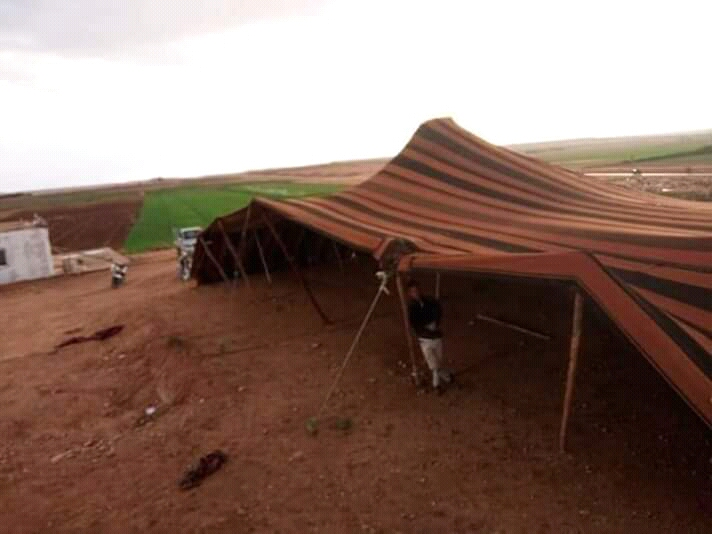

#### الجغايفة -نَسبةً إلى "حمد الجغاف[1]" الجد الأكبر لهم والجغاف لقب تفردوا فيه وإنعزلوا به عن قبيلة اللهيب ،[2]
الجغايفة - نَسبةً إلى "حمد الجغاف" الجد الأكبر لهم والجغاف لقب تفردوا فيه وإنعزلوا به عن قبيلة اللهيب ، والجغايفة قبيلة عربية زبيدية قحطانية ، إستقرت في آخر امرها بين مدينتي عنة وحديثة وجنوب القائم في الأنبار عند قارة الأسلاف "گور الأسلاف" فكانت هذهِ الديار موطنها الى يومنا هذا ، وسكن بعضهم في نينوى وصلاح الدين والبو كمال في سوريا .
1. 1 2  اولاد علي سعدون (٢٠١١). "الجغايفة " النسب الأكيد والرد المفيد.
2. 1 2  موسوعة عشائر العراق.

## نسب القبيلة
هم اولاد حمد "الجغاف" بن محمد بن حسين بن حسن بن عون بن هلال بن محمد"العطية" بن جبر بن مكتوم بن لهيب بن محجوب بن بهيج بن ذبيان بن محمد بن عامر بن صهيب بن عمران بن حسين بن عبدالله بن جاحش بن حازم بن عيادة بن غالب بن فارس بن كرم بن عكرمة بن ثور بن عمرو "فارس العرب" بن معد يكرب بن عبدالله بن عمرو بن عصم بن عمرو بن منبه "زبيد الاصغر" بن ربيعة بن سلمة بن مازن بن ربيعة بن منبه "زبيد الأكبر" بن صعب بن سعد العشيرة بن مالك "مذحج" بن ادد بن زيد بن يشجب بن عريب بن زيد بن كهلان بن عامر "سبأ" بن يشجب بن يعرب بن قحطان

## مشائخ الجغايفة
لا يوجد لعشيرة الجغايفة شيخ عام لكن عند الدولة العراقية شيخها العام هو عثمان بن علي العياش والآن ابنه الشيخ غزال بن عثمان 
اما بيوت المشيخة عند الجغايفة فهم 
آل علي العياش - شيوخ عشيرة البو حمزة والبو هزيم
وآل رجا السطم - شيوخ عشيرة البو خلف
وآل العفين - شيوخ العبد علي في نينوى

## إلتباس حول لقب "الجغاف"
ينتشر عند البعض من الحاقدين او الجهال ، ان تسمية الجغاف جاءت بعد ان قتل حمد شقيقه 
وهذا القول عاري عن الصحة تمامًا ، والصحيح ان حمد الجغاف قتل احد ابناء عمومته ثأرًا لخاله وضربه بخنجر وقال : جغفته .

## محاولة تزييف النسب وتبديله
لا يخفى على أحد من البشرية قاطبة عربٌ وعجم إدعاء الكثير إنتسابهم للأشراف، ولأسباب كثيرة 
وهناك محاولات من البعض لتغيير نسب القبيلة الصحيح والمتواتر المحفوظ من مئات السنين الى الأشراف وهذا باطل ومبني على باطل ويراد منه مصالح غالبًا أو يصدقه البعض ويؤمن به الله اعلف، وكن ولله الحمد نسبنا يعرفه الجميع يرجع الى جبر بن مكتوم ثم زبيد ثم قحطان